# 蒲心浩
蒲心浩，四川蓬溪人，清朝政治人物。举人出身。
嘉庆五年（公元1800年），擔任廣東省廣州府永安縣知縣（現紫金縣知縣）。后由謝濤接任。